# پروانه خال‌خالی
پروانه خال خالی (نام علمی: Acraea cinerea) نام یک گونه از تیره فرچه‌پایان است.